# 富田浩司
富田浩司（日语：冨田浩司，1957年11月8日—），日本外交官，曾任日本驻美国大使。

## 職業生涯
富田浩司於1957年出生於福岡市，成長於兵庫縣。1981年，他畢業於東京大學法學院，隨後加入外務省。在外務省任職期間，他曾前往牛津大學進修兩年，接受英語和國際政治方面的培訓。
他的外交生涯包括在巴拉克·奧巴馬執政期間訪問華盛頓，以及先前擔任日本駐以色列和韓國大使。2015年4月28日，他受邀參加歐巴馬在白宮為日本首相安倍晉三舉辦的國宴，成為其中的嘉賓之一。在接受訪問時，他表示對奧巴馬時代官員的熟悉使他在喬·拜登當選後再次被任命為大使。

## 個人生活
他的妻子紀子是作家三島由紀夫的女兒。他們育有一名兒子和兩名女兒。
富田出版了兩本有關英國首相邱吉爾和柴契爾夫人的日文書籍，後者於2019年榮獲山本七平獎。